# 만프레트 게를라흐
만프레트 게를라흐(독일어: Manfred Gerlach, 1928년 5월 8일 ~ 2011년 10월 17일)는 동독의 정치인이며, 서기장 직무 대행을 맡고 국가 원수(1989~90)를 지냈다.

## 생애
라이프치히에서 태어나 제2차 세계대전 동안에 저항 운동 단원이 되었다. 1943년 법률적 반파시즘 청소년 운동을 창립하였고 1944년 3월 히틀러 암살 미수 사건으로 투옥되었다.
1951년부터 1954년까지 법학을 공부하고, 할레에서 자유민주신문 편집국장으로 일하였다. 1964년 박사학위를 받았고, 1984년에는 교수가 되었다.

## 정치적 경력
전쟁이 끝나자, 게를라흐는 정치에 관련되어 라이프치히에서 독일 자유민주당과 자유 독일 청년당의 합동 창립자가 되었다. 1946년부터 1950년까지 작센주 서북부의 자유민주당 청소년 지도자로 활약하였으며, 1947년부터 1952년까지 작센 주 자유민주당 행정 회의의 의원을 지냈다. 그는 1950년대에 라이프치히의 시장이었다.
자유민주당의 부의장(1951~53), 서기장(1954~67)을 거쳐 그 의장에 선출되었다. 그는 의장직에 1990년 2월 10일까지 남아있었다.
1949년부터 1990년까지 국민 의회의 의원, 1960년부터 1990년까지 독일 민주 공화국 국가 회의 부의장을 지냈다. 게를라흐의 지도력 동안에 자유민주당은 그 사본인 서독의 독일 자유민주당과 어떤 작은 규모의 연락을 발달시켰다. 미하일 고르바초프에 의하여 시작된 소비에트 연방의 개혁 개방을 환영하였고, 1989년 10월 13일 공적으로 통일사회당의 독점적 활약에 의문을 둔 동독의 첫 중요한 정치인이었다.
베를린 장벽의 붕괴 후, 게를라흐는 당서기장에 선출되었으며 동독의 첫 비공산당 국가 원수가 되었다.
1990년 3월 그의 당과 2개의 다른 자유주의 당들이 새 자유민주협회로 병합되었다. 1993년 11월 자유민주당의 당원직을 사임하였다.
| 전임 에곤 크렌츠 | 독일민주공화국 국가평의회 주석 1989년 12월 6일-1990년 4월 5일 | (권한대행) 자비네 베르크만폴 |